# Abessijn (kat)
De abessijn is een elegant gebouwde kortharige kat met een geticked cyperpatroon.

## Herkomst

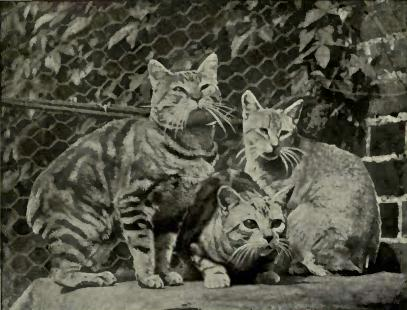
Links en in het midden twee Manx-katten, rechts een abessijn. Foto uit The Book of The Cat — Frances Simpson (1903)

De abessijn is een van de oudste kattenrassen en de exacte herkomst is in nevelen gehuld. Het ras lijkt qua uiterlijk op de afbeeldingen en beeldjes van de katten die voorkomen in het Oude Egypte, maar een directe link hiertussen is nooit gevonden. Deze vroege huiskatten stamden onder meer af van de kleine wilde Lybische kat (Felis silvestris lybica) en de abessijn vertoont hier qua uiterlijk overeenkomsten mee. 
De naam van het ras verwijst naar Abessinië (het huidige Ethiopië), maar betekent niet automatisch dat het ras hier daadwerkelijk vandaan komt. De naam vindt zijn oorsprong in verhalen over een kat genaamd Zula, die rond 1868 na de Abessijnse Oorlog, door Britse soldaten vanuit Abessinië naar Engeland werd meegenomen. Hoewel vaak wordt beweerd dat Zula aan de basis stond van het Abessijnse ras, is het twijfelachtig of ze daadwerkelijk de stammoeder is geweest. Afbeeldingen en beschrijvingen uit die tijd tonen namelijk dat Zula's uiterlijk minder overeenkomsten vertoonde met het moderne ras, zoals kleinere oren en een minder uitgesproken getickte vacht. Het ras kreeg bekendheid nadat een Abessijnse kat, mogelijk Zula of een soortgelijke kat, in 1871 tijdens een kattenshow in het Crystal Palace te Londen een prijs won. Hoewel dit verhaal bijdroeg aan de naamgeving van het ras, wijzen genetische analyses erop dat de herkomst van de Abessijn eerder in Zuidoost-Azië ligt dan in Noord-Afrika of Ethiopië.
De genetische marker die verantwoordelijk is voor de typerende getickte vacht van de Abessijn komt vooral voor in kattenpopulaties uit landen als Thailand, Hongkong en Singapore. Daarmee lijkt het moderne Abessijnse ras vooral het resultaat van selectief fokken van katten uit Engeland en Zuidoost-Azië, en niet direct af te stammen van de historische kat Zula. Helaas zijn er van deze begintijd geen geregistreerde fokverslagen bijgehouden zodat het gissen blijft wat de echte wortels van het ras zijn. Vanuit Engeland werden al gauw dieren door fokkers geëxporteerd naar elders. De eerste abessijnen arriveerden al rond 1900 in de Verenigde Staten en tot op de dag van vandaag worden daar veel exemplaren gefokt. In de jaren dertig waren er ook al in Nederland abessijnen, maar de huidige fokpopulatie in Nederland stamt af van importen uit hoofdzakelijk Engeland, de VS en Scandinavië vanaf de jaren vijftig.

## Fokkerij

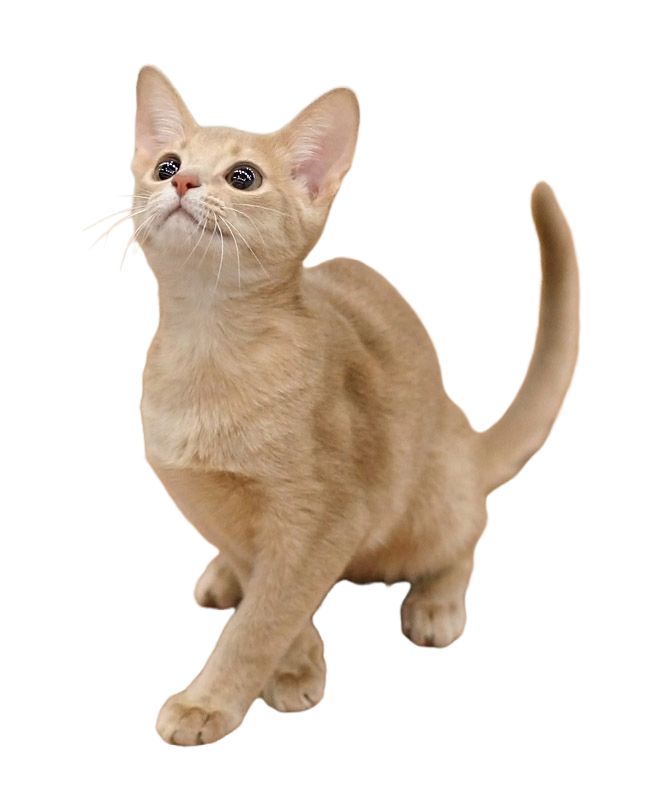
Reebruin kitten

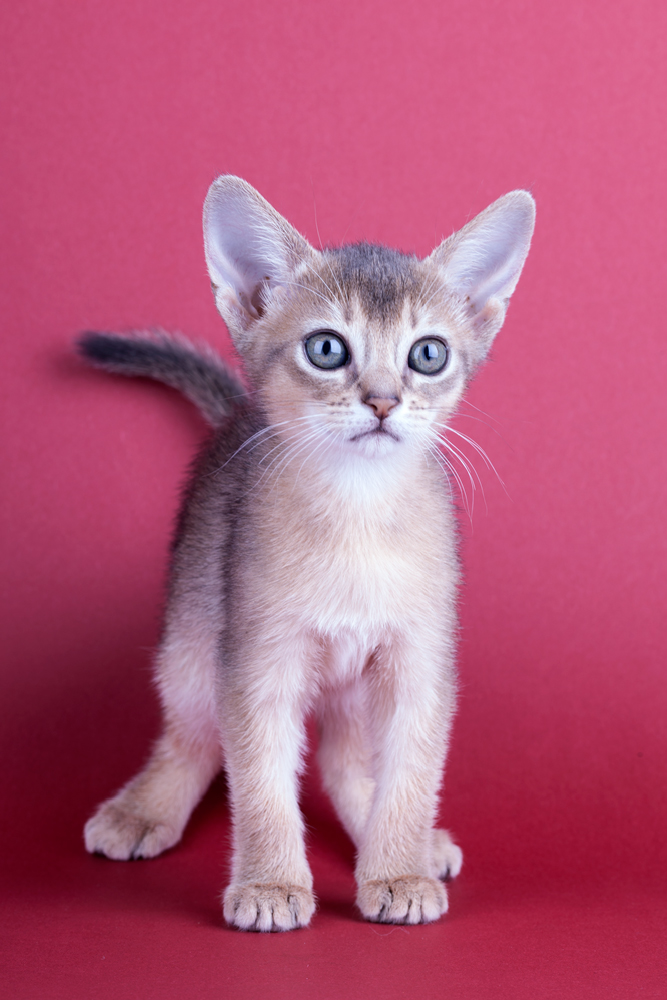
Blauw kitten

De abessijn is nooit een echte modekat geweest. Uiterlijk en karakter appelleren meestal aan een select publiek van liefhebbers die vallen op de combinatie van het elegante uiterlijk en actieve karakter. De meeste abessijnenfokkers hebben een betrekkelijk kleine kattengroep in huis. Dit omdat een abessijn vrij veel aandacht vraagt en zich niet op zijn gemak voelt in een te grote groep. Sinds zo'n vijftig jaar wordt het ras in Nederland en België op redelijke schaal gefokt. Eerst in de twee meest "klassieke" kleurslagen wildkleur (zwart) en sorrel (kaneel), later ook in de verdunde versies hiervan, blauw en reebruin. De abessijn heeft altijd een geticked cyperpatroon. Sinds geruime tijd worden er ook zilvers in deze kleuren gefokt en op heel kleine schaal ook de nog experimentele kleurslagen rood, schildpad, crème, chocolade en lila. De uitdaging voor fokkers is om het alerte, stralende, elegante uiterlijk te behouden en vervolmaken en de gewenste vachtkleur en ticking te perfectioneren.
Voor fokkers van de zilvervariëteiten is daarbij nog de kunst om te zorgen dat het typerende vachtpatroon goed uitkomt op een "schone" stralend zilverwitte ondervacht - een hele kunst want op zilver zie je elke onregelmatigheid bijzonder goed. Deze zilverfactor is zo'n 30 jaar geleden "geleend" van de zilvershaded pers en de zilvercyper Britse korthaar. Uit een aantal abessijnen werden in de jaren zestig ook langharige kittens geboren. Deze werden onder de naam somali's verder gefokt. Omdat deze variëteit in feite een langharige abessijn is, valt deze ook onder de rasverenigingen voor abessijn.

## Uiterlijk

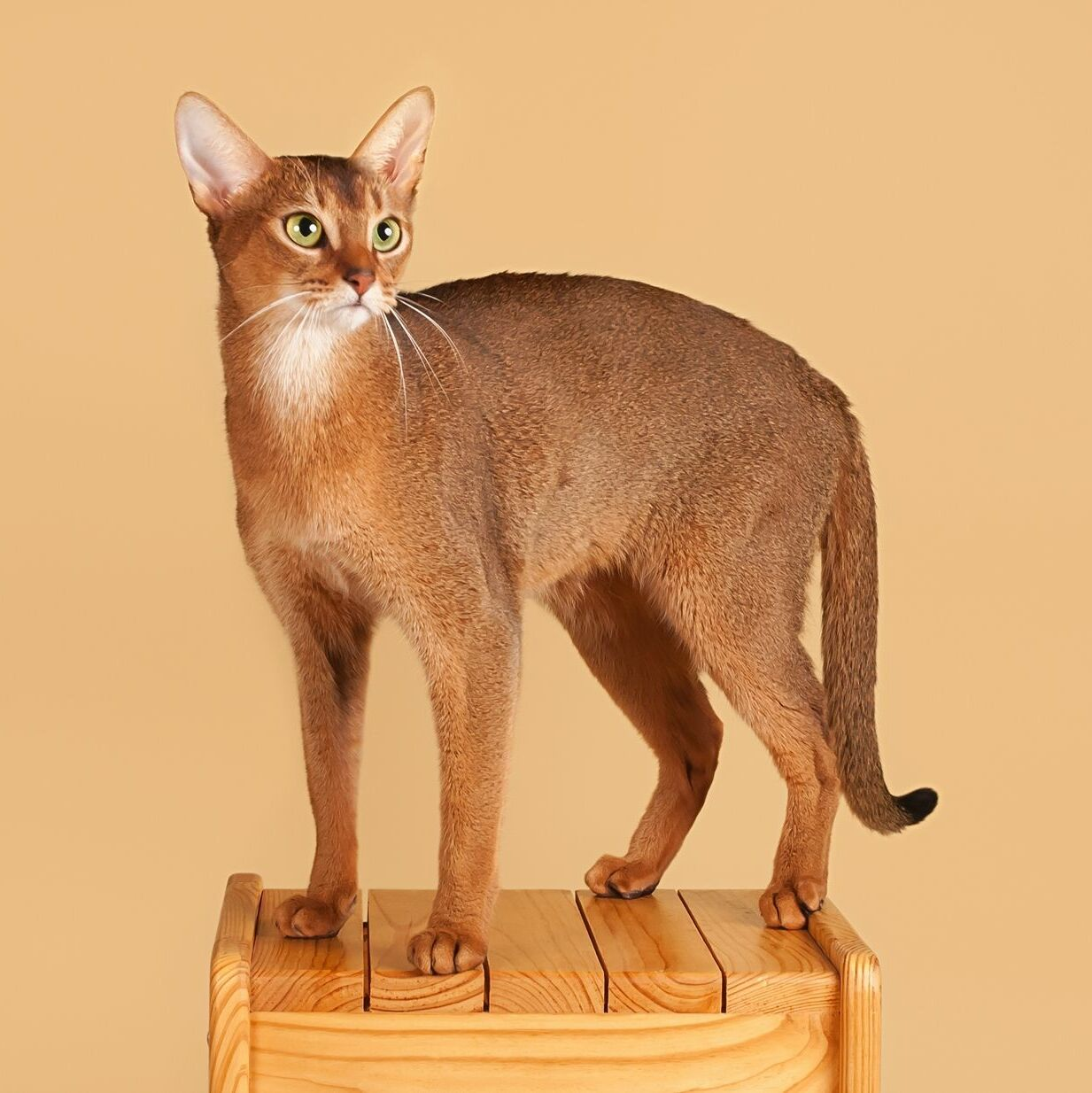
Wildkleur (zwart)

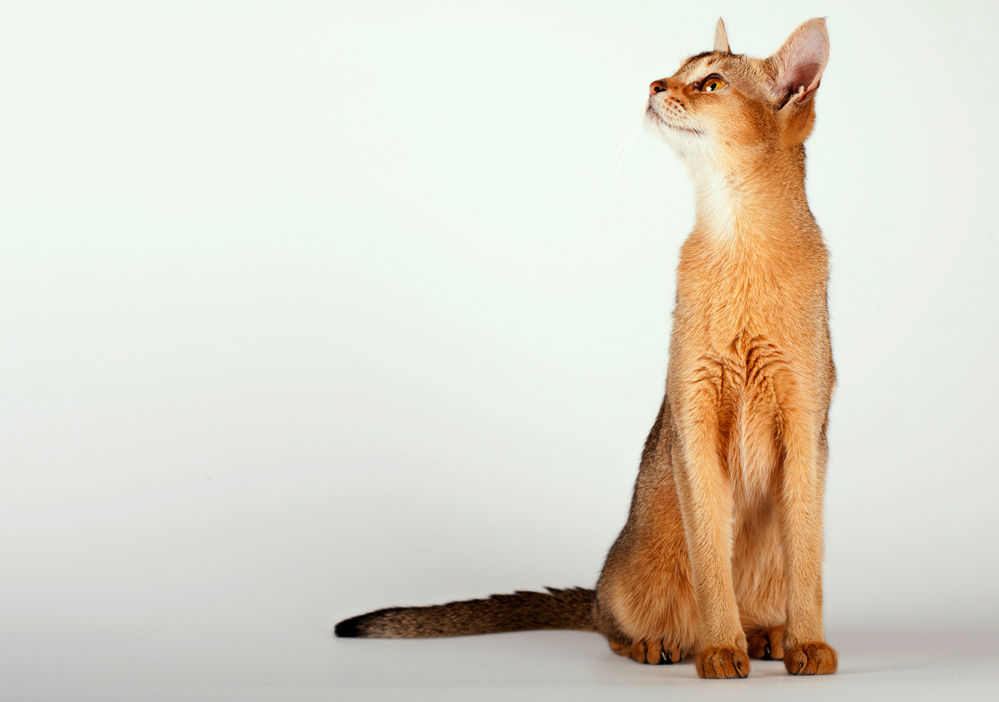
Wildkleur (zwart)

Het beeld van de abessijn is een kleurrijke kat met een duidelijk kenmerkende ticking. De kat is gemiddeld van grootte, elegant maar gespierd van bouw en vertoont een actieve en alerte uitstraling. De kop vormt een gematigde lichtgeronde wigvorm met afgeronde contouren. De neuslijn is glooiend en tussen de oren is veel ruimte. De kop gaat over in een elegante nek. De voorsnoet is noch puntig noch vierkant. De kin dient stevig te zijn met een sluitend gebit. De oren zijn alert, groot en gematigd puntig en staan open. De ogen zijn amandelvormig, groot, stralend en expressievol. Ze kunnen van goudkleurig tot groen zijn. De ogen zijn omrand door een fijne donkere lijn, omcirkeld door een lichter gekleurd gebied. De lichaamsbouw van de abessijn zit tussen de twee extremen van gedrongen en uiterst elegant in. Het complete lichaam dient een harmonieuze balans te bezitten. De poten zijn elegant en fijngebouwd. De voetjes zijn klein, ovaal en compact. De abessijn geeft de indruk hoog op de poten te staan. De staart is stevig aan de aanzet, redelijk lang en loopt geleidelijk uit in een punt.

## Vacht en patroon

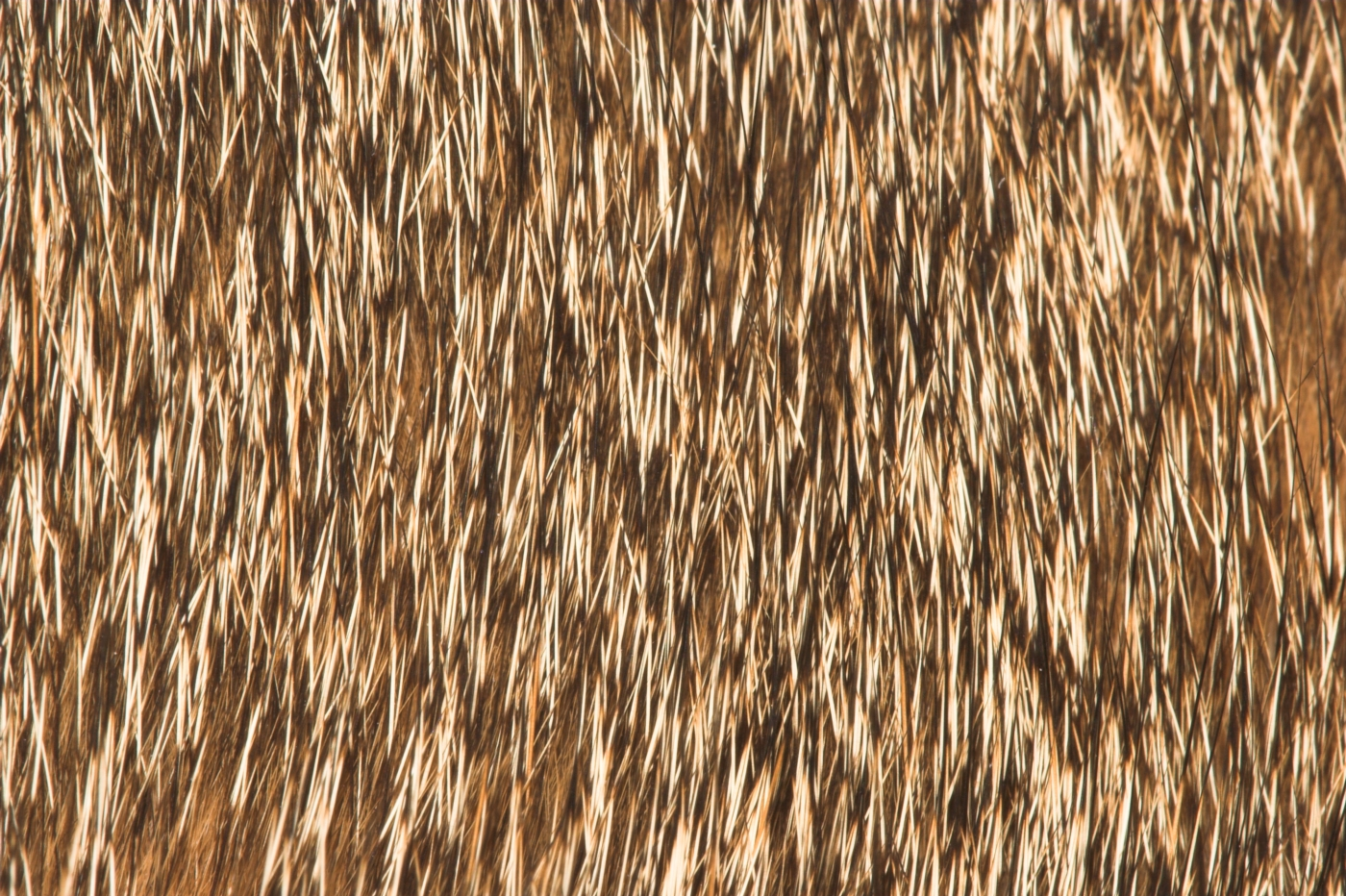
Detail agoetivacht

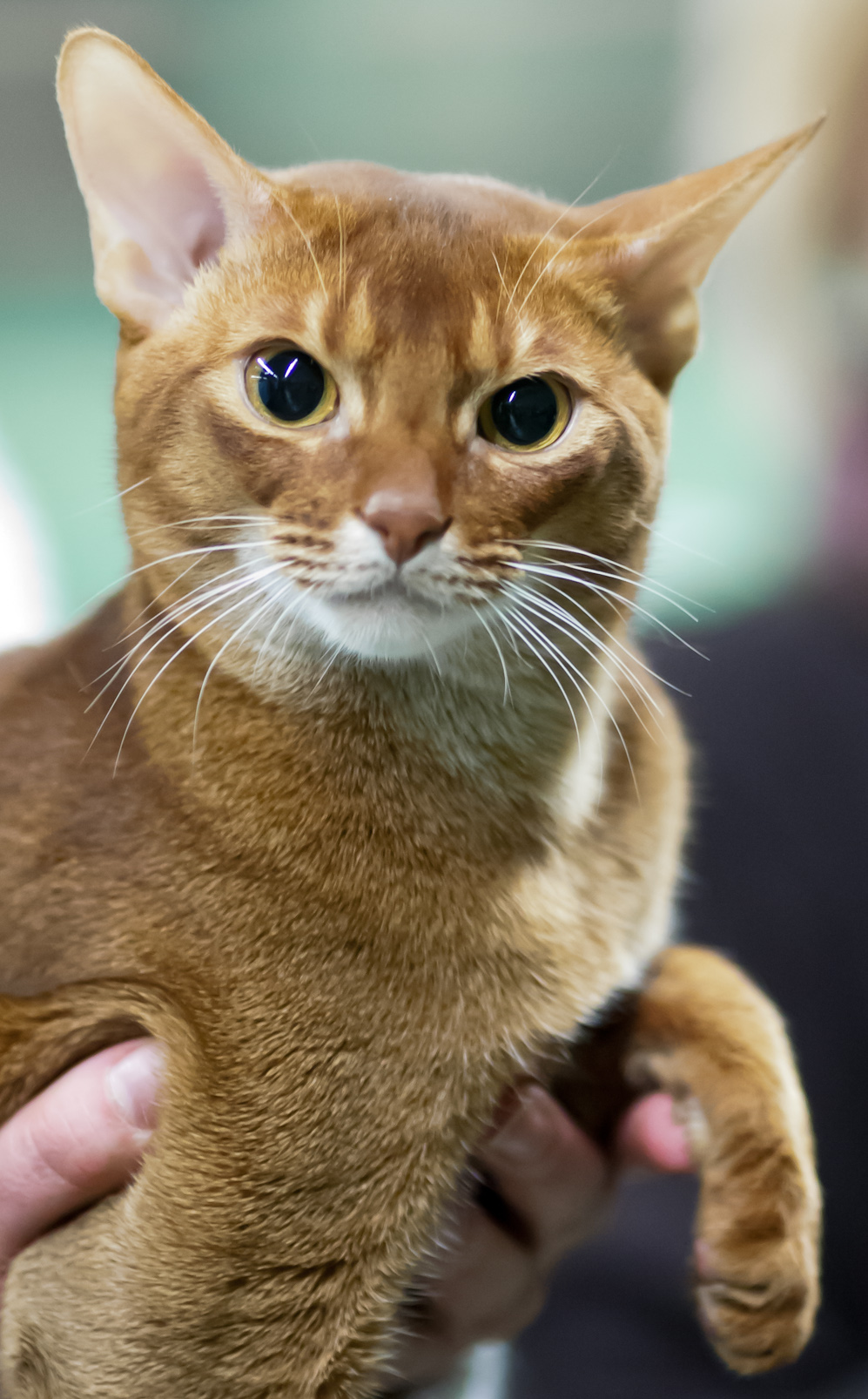
Sorrel (kaneel)

De vacht is zacht en fijn van structuur. Hij geeft mee als er over geaaid wordt en glanst. De lengte is gemiddeld maar lang genoeg om twee of drie agoeti-banden te tonen per haar. De ticking dient evenwichtig verdeeld te zijn over het lichaam. De donkere tickingbandjes op de haarpunten contrasteren met de lichtergekleurde delen op de haarbasis. De kleur van de ondervacht dient helder en eenkleurig tot op de wortel te zijn. Een diepe warme grondkleur (bij de zilvers stralend zilverwit) wordt geprefereerd, maar dient niet ten koste te gaan van de ticking. Enige donkerder beschaduwing op de ruglijn is toegestaan. Kleurfouten zijn een wit medaillonnetje, streping op de poten, gesloten halsbandringen rond de nek of ringen op de staart, een koude kleur of grijze ondervacht. De abessijn wordt gefokt in verschillende kleurslagen. De basisgrondkleur is steeds te vinden op de haarpunten (het getickte patroon), de ondervacht bezit een lichtere tint. De zilveren variëteiten bezitten de basiskleur maar dan liggend op een zilverwitte ondervacht.

## Karakter
Abessijnen behoren tot de meest intelligente kattenrassen. Het zijn huisdieren die betrokken willen zijn bij alles wat er in huis gebeurt. Abessijnen zijn zeer op mensen georiënteerd en willen een hechte band met hun eigenaren. Het zijn geen echte schootkatten, maar waar je bent is ook je abessijn om zich ertegenaan te bemoeien, er bij te horen of aan mee te doen. De abessijn is een kat die veel aandacht vraagt. Dit vereist een eigenaar die deze aanwezigheid waardeert en actief inspeelt op de behoefte aan contact en stimulatie. Een abessijn ziet zijn eigenaren als "maatjes" waar je samen dingen mee onderneemt. Abessijnen zijn kieskeurige gevoelige dieren en vragen veel aandacht van hun eigenaar. Ze voelen zich niet op hun plaats in een te grote groep katten, maar kunnen er ook niet tegen om als enig huisdier in een huis te wonen waar de eigenaren de hele dag van huis zijn. Het is een actieve, aanhankelijke en soms wat veeleisende kat, geschikt voor mensen die een aanwezig huisdier zoeken en de combinatie van subtiliteit, gevoeligheid, activiteit, affectie en intelligentie waarderen.

## Verzorging en onderhoud
De abessijn vereist betrekkelijk weinig dagelijks onderhoud. Een wekelijkse borstelbeurt met een zachte borstel om de dode haren te verwijderen is voldoende. Let bij abessijnen regelmatig op het gebit - sommige dieren hebben een aanleg voor tandsteenvorming en tandvleesproblemen en hierbij is tijdig voorkomen en het gebit goed laten schoonmaken door de dierenarts bij de jaarlijkse controle beter dan te laat zijn.

## Gezondheid
Het ras wordt gemiddeld zo'n 12 tot 15 jaar oud. Omdat er wel een aantal erfelijke problemen kunnen voorkomen, verdient het aanbeveling enkel een kitten aan te schaffen bij een serieuze liefhebberfokker die zijn fokdieren hierop preventief heeft laten onderzoeken. Het gaat hier onder meer om progressieve retina-atrofie (PRA) (een erfelijke aandoening die uiteindelijk tot blindheid leidt), amyloïdose (een op termijn dodelijke eiwitafzetting op vitale organen), een pyruvaatkinasedeficiëntie (PKDef) waarop via DNA getest kan worden en patellaluxatie (PL) (loszittende knieschijven). Een serieuze fokker verkoopt enkel kittens uit ouderdieren die een oogspiegeltest (ter uitsluiting van lijderschap) voor PRA ondergaan hebben, die uit PKDef geteste ouders komen, die de knietjes hebben laten nakijken door de dierenarts en die met behulp van stamboomscreening lijnen met een verhoogd risico op amyloïdose in de afstamming uitsluiten voor de fok. Een abessijn wordt in de huiselijke kring gefokt door meest kleinschalige liefhebberfokkers. Er zijn diverse rasverenigingen die een kittenbemiddeling hebben.

## Andere feiten
- Andere naam: geen. De langharige variëteit wordt somali genoemd.
- Gewicht: 2-5 kg.
- Karakter: actief, eigengereid, extravert, zeer gehecht aan eigenaar.
- Kleuren: alle abessijnen bezitten het typerende Ta-gen dat een geticked cyperpatroon veroorzaakt. De "wildkleur" (zwart) en "sorrel" (kaneel) zijn de klassieke kleuren. Ook zijn er blauwe en reebruine versies. Tevens worden er op beperkte schaal andere kleuren gefokt: rood, crème, schildpad, chocolade en lila. Al deze tinten worden ook in de zilverversies gefokt.